# Emoia samoensis
Espèce
Synonymes
- Gongylus samoensis Duméril, 1851

Statut de conservation UICN

 EN B1ab(iii,v) : En danger
Emoia samoensis est une espèce de sauriens de la famille des Scincidae.

## Distribution
Cette espèce se rencontre aux Samoa américaines, au Samoa et dans les îles Cook.

## Étymologie
Son nom d'espèce, composé de samo et du suffixe latin -ensis, « qui vit dans, qui habite », lui a été donné en référence au lieu de sa découverte.

## Publication originale
- Duméril & Duméril, 1851 : Catalogue méthodique de la collection des reptiles du Muséum d'Histoire Naturelle de Paris. Gide et Baudry/Roret, Paris, p. 1-224 (texte intégral).